# Andrés Adán
Andrés Adán (¿Tarazona?, 1775-Aranjuez, 1815/1818) fue un escultor español, hijo o hermano del también escultor Juan Adán.
Se presentó al concurso de escultura de primera clase convocado por la Real Academia de Bellas Artes de San Fernando en 1802, para el que se había propuesto como asunto la lucha de los hermanos Horacios y Curiáceos. Su relieve, conservado en mal estado en la misma Academia, aunque obtuvo votos tanto para el premio de primera clase, adjudicado a Ángel Monasterio, como para el de segunda, que se otorgó a Juan Reyes, no fue premiado y Adán dirigió una misiva airada a la Academia, llena, según Enrique Serrano Fatigati, de «expresiones muy vivas». Gracias a la intervención de Juan Adán, escultor acreditado, que por carta defendió y justificó el trabajo de Andrés y su reacción, la Academia no castigó «estos atrevimientos» y un año más tarde aceptó nombrarle por el mismo relieve académico supernumerario. Entre las alegaciones que presentó, Andrés aducía el perjuicio que a su persona se le causaba, agravado por el hecho de tener que ocuparse de la familia de su suegro, el también escultor Vicente Rudiez, fallecido ese mismo año.
El 14 de agosto de 1807 se presentó al concurso oposición convocado el año anterior para dotar la plaza de escultor del Real Sitio de Aranjuez. Para la prueba de repente se propuso a los aspirantes como tema «El Centauro Quirón enseñando la música a Aquiles», en el que trabajaron de las ocho de la mañana a las doce del mediodía. Su relieve, conservado también en la Academia en mal estado, recibió cinco de los seis votos emitidos por los vocales designados, siéndole en consecuencia asignada la plaza vacante.